# Alfred Chicken
Alfred Chicken es un videojuego de acción-aventura originalmente creado por Twilight Games. Fue lanzado en el Reino Unido en 1993 para Commodore Amiga, Amiga CD32, Nintendo Entertainment System y Game Boy y para Estados Unidos en febrero de 1994 para el Game Boy y el Super Nintendo Entertainment System.